# Henry Boucha
Henry Charles Boucha (Warroad, Minnesota, 1951. június 1. – 2023. szeptember 18.) amerikai profi jégkorongozó.

## Pályafutása
Komolyabb junior karrierjét a minnesotai középiskolában kezdte, majd a Winnipeg Jetshez került, mely a WCJHL-ben szerepelt. 1969 és 1972 között az amerikai válogatottban szerepelt. Az 1971-es NHL-amatőr drafton kelt el a második kör 16. helyén. A Detroit Red Wings választotta ki, ahol a következő három idényt játszott, de egyszer leküldték az AHL-es Virginia Wingsbe hét mérkőzés erejéig. 1974-ben a Minnesota North Starshoz került. A következő szezonban a Minnesota Fighting Saintsben játszott, mely WHA-as csapat. Még ebben az idényben felkerült a Kansas City Scoutshoz. Végül az utolsó idényét a Colorado Rockiesban játszotta le 1976–1977-ben. Ideje korán kellett visszavonulnia egy mérkőzés közben elszenvedett szemsérülés miatt. Ez 1975. január 4-én történt a Boston Bruins ellen, amikor Dave Forbes magasbottal megütötte, majd a fejét beleverte a jégbe. 1995-ben beválasztották az Amerikai Jégkorong Hírességek Csarnokába.

### A válogatottban
Első nemzetközi szereplése az 1970-es jégkorong-világbajnokság volt, ahol az amerikai válogatottat erősítette. A B csoportban szerepeltek, amit megnyertek és így felkerültek az A csoportba. A következő évben részese volt az 1971-es jégkorong-világbajnokságon gyenge játékkal az A csoportból kieső válogatottnak is. Utolsó nagy eseménye az 1972-es téli olimpia volt, ahol ezüstérmes lett.